# Fréchède
Fréchède ist eine französische Gemeinde mit 47 Einwohnern (Stand 1. Januar 2022) im Département Hautes-Pyrénées in der Region Okzitanien (vor 2016: Midi-Pyrénées). Sie gehört zum Arrondissement Tarbes und zum Kanton Les Coteaux.
Die Einwohner werden Fréchédois und Fréchédoises genannt.

## Geographie
Die Gemeinde Fréchède liegt in einem Seitental des Lurus am Nordwestrand des Plateaus von Lannemezan, circa 21 Kilometer nordöstlich von Tarbes in der historischen Grafschaft Bigorre an der Grenze zum Département Gers.
Umgeben wird Fréchède von den sechs Nachbargemeinden:
|                 | Montégut-Arros (Département Gers)           | Estampes (Département Gers) |
| Bernadets-Debat | Kompassrose, die auf Nachbargemeinden zeigt | Estampures                  |
|                 | Saint-Sever-de-Rustan                       | Mazerolles                  |

## Einwohnerentwicklung

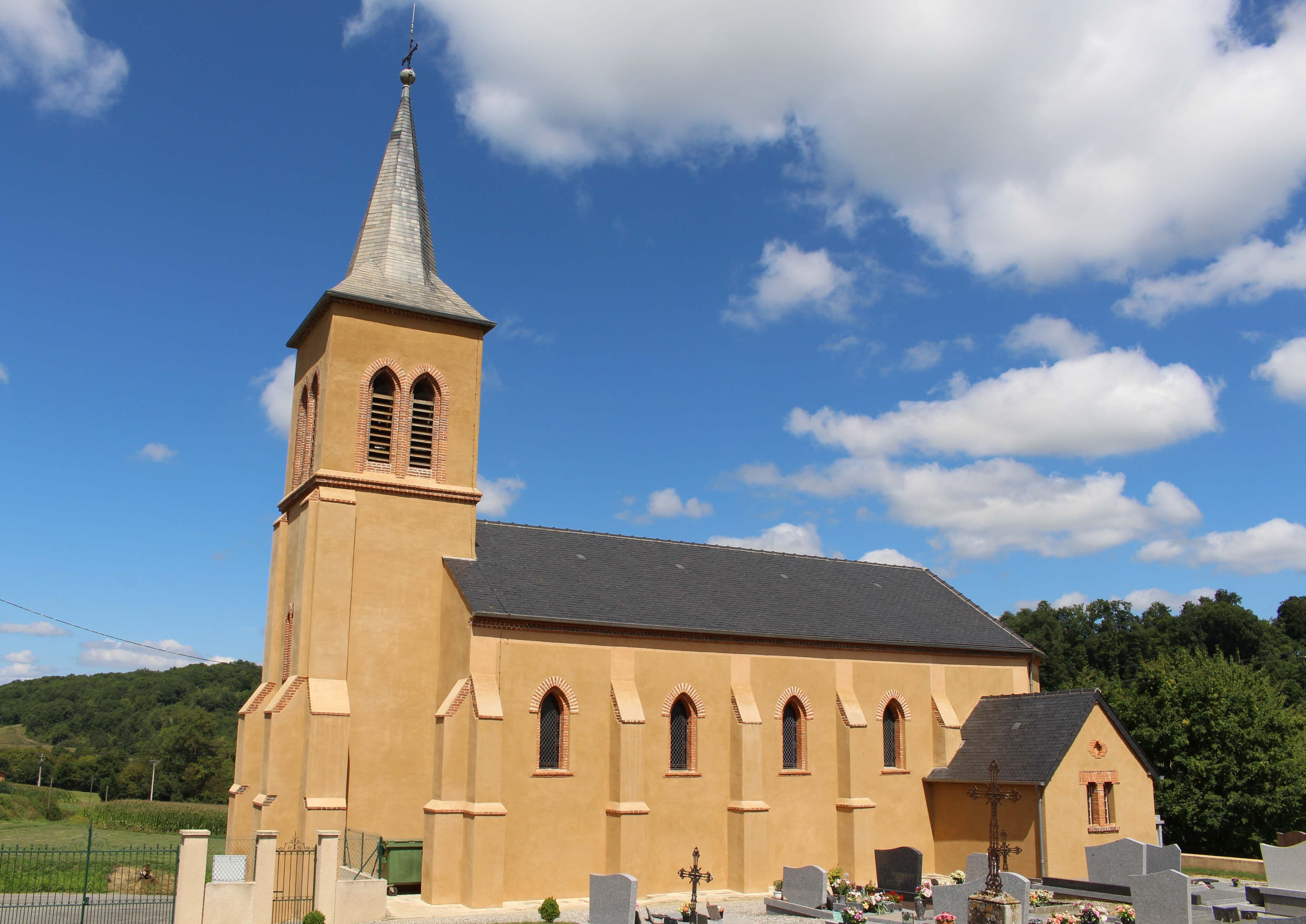
Pfarrkirche Saint-Michel

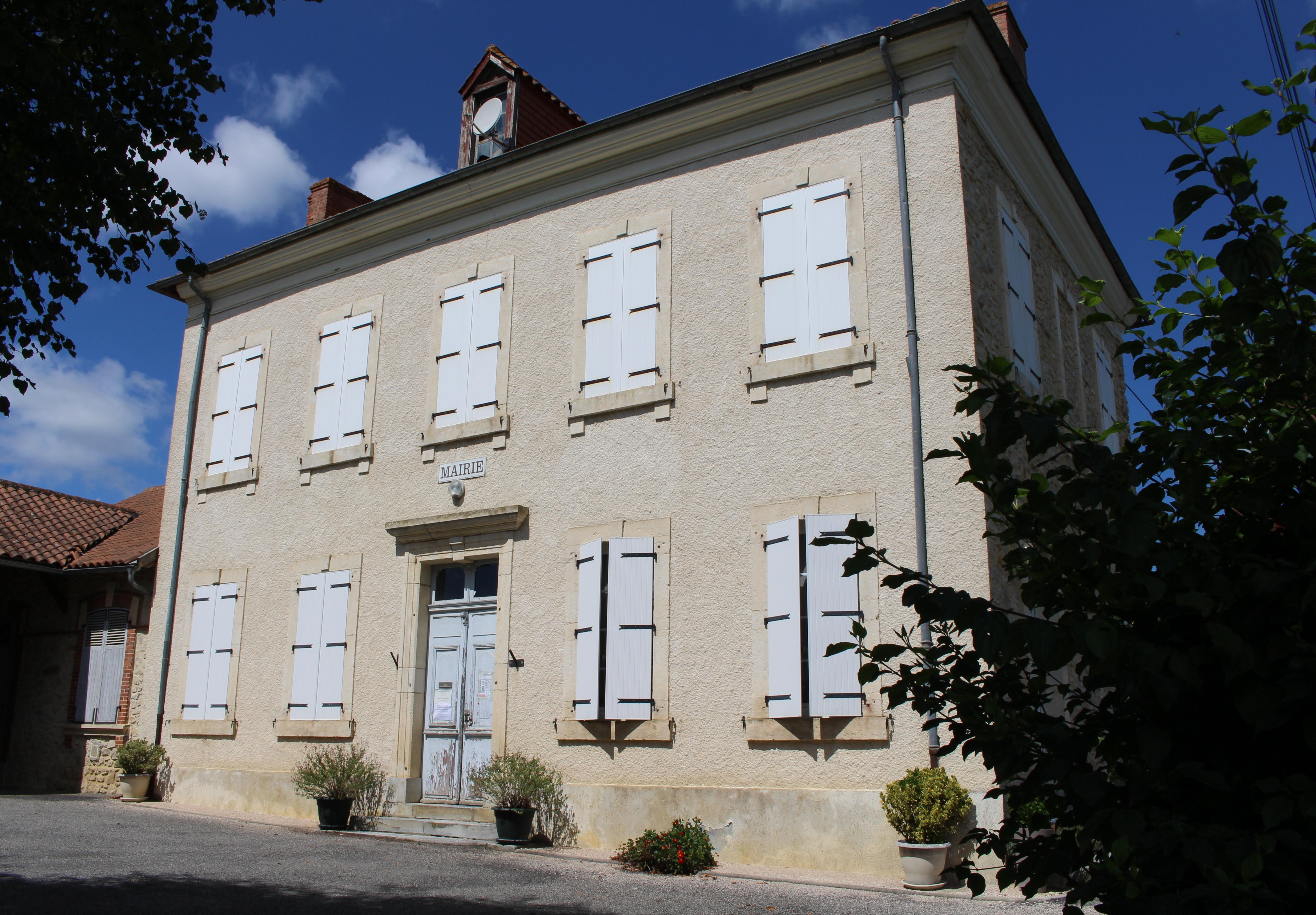
Mairie (Rathaus) von Fréchède

Nach Beginn der Aufzeichnungen stieg die Einwohnerzahl bis zur Mitte des 19. Jahrhunderts auf einen Höchststand von rund 330. In der Folgezeit sank die Größe der Gemeinde bei kurzen Erholungsphasen bis zur ersten Dekade des 21. Jahrhunderts auf 35 Einwohner, bevor eine Phase mit leichtem Wachstum einsetzte.
| Jahr      | 1962 | 1968 | 1975 | 1982 | 1990 | 1999 | 2006 | 2011 | 2022 |
| --------- | ---- | ---- | ---- | ---- | ---- | ---- | ---- | ---- | ---- |
| Einwohner | 72   | 52   | 45   | 49   | 44   | 39   | 36   | 42   | 47   |

## Sehenswürdigkeiten
- Pfarrkirche Saint-Michel

## Wirtschaft und Infrastruktur
Fréchède liegt in den Zonen AOC der Schweinerasse Porc noir de Bigorre und des Schinkens Jambon noir de Bigorre.

### Verkehr
Fréchède wird durchquert von der Route départementale 43 (Gers: 292).